# Ungarische Flugzeuge im Zweiten Weltkrieg

Hoheitszeichen der Königlich Ungarischen Luftstreitkräfte von 1942 bis 1945.

Folgende Flugzeuge wurden von den Königlich Ungarischen Luftstreitkräften während des Zweiten Weltkrieges eingesetzt:

## Jagdflugzeuge

### Einmotorige Jäger
- Fiat CR.30
- Fiat CR.32
- Fiat CR.42
- Heinkel He 112Heinkel He 112
- MÁVAG Héja II

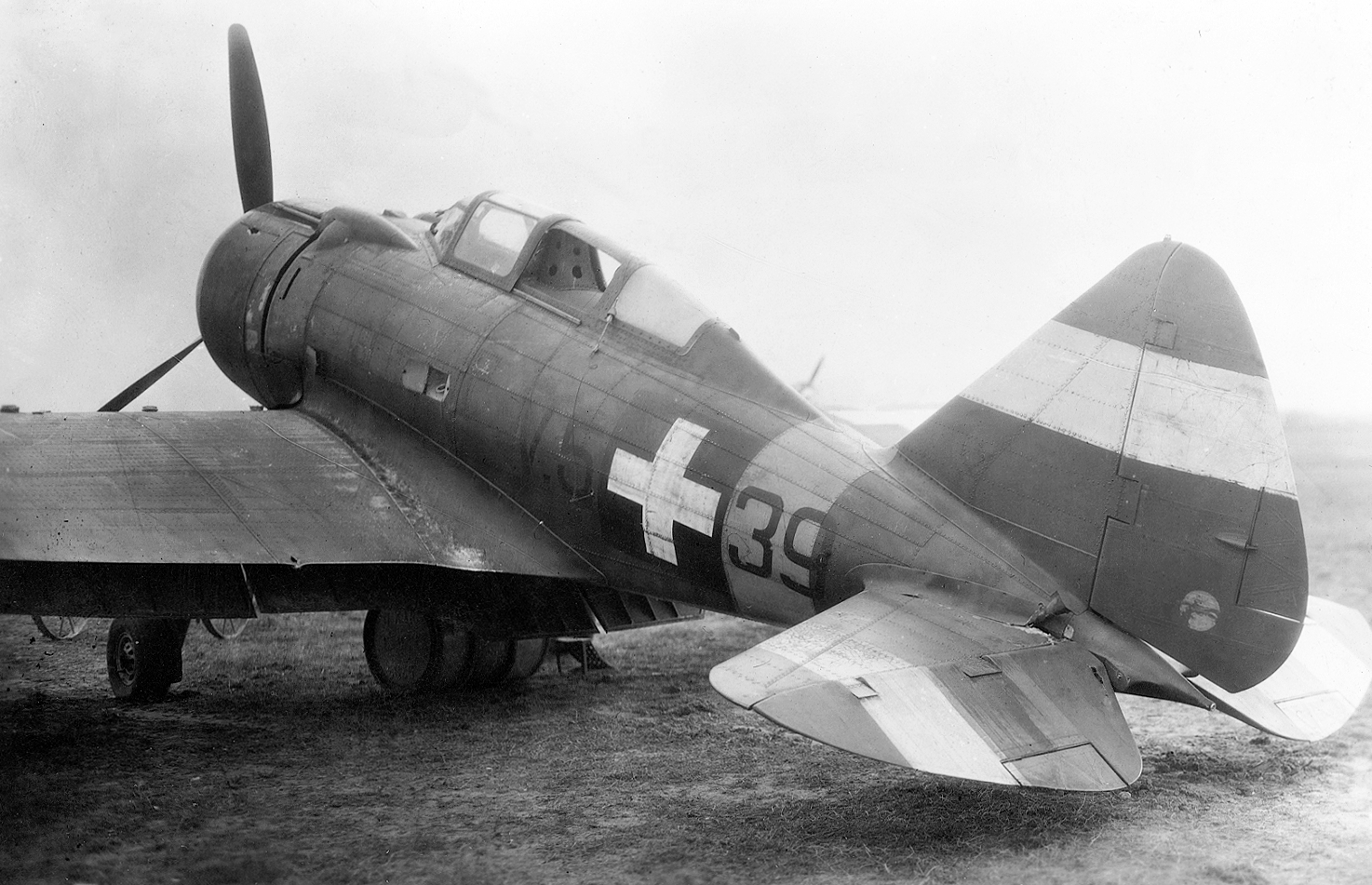
MÁVAG Héja II

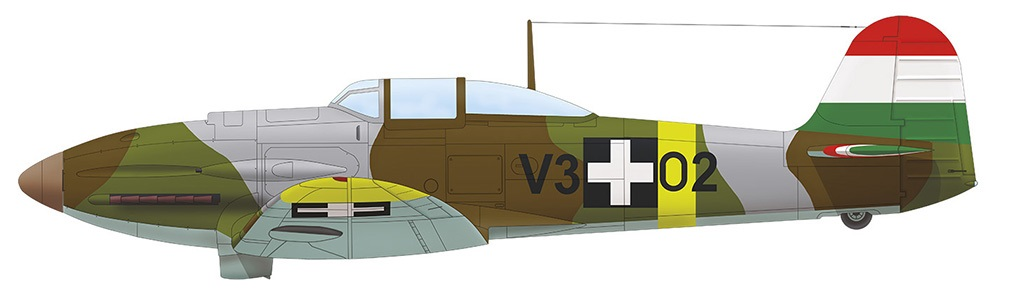
Heinkel He 112

- Messerschmitt Bf 109 D-1, E-4, F-4, G-2, 4, 6, 10, 14
- Reggiane Re.2000

### Mehrmotorige Jäger
- Messerschmitt Bf 110
- Messerschmitt Me 210 Ca-1

## Bombenflugzeuge

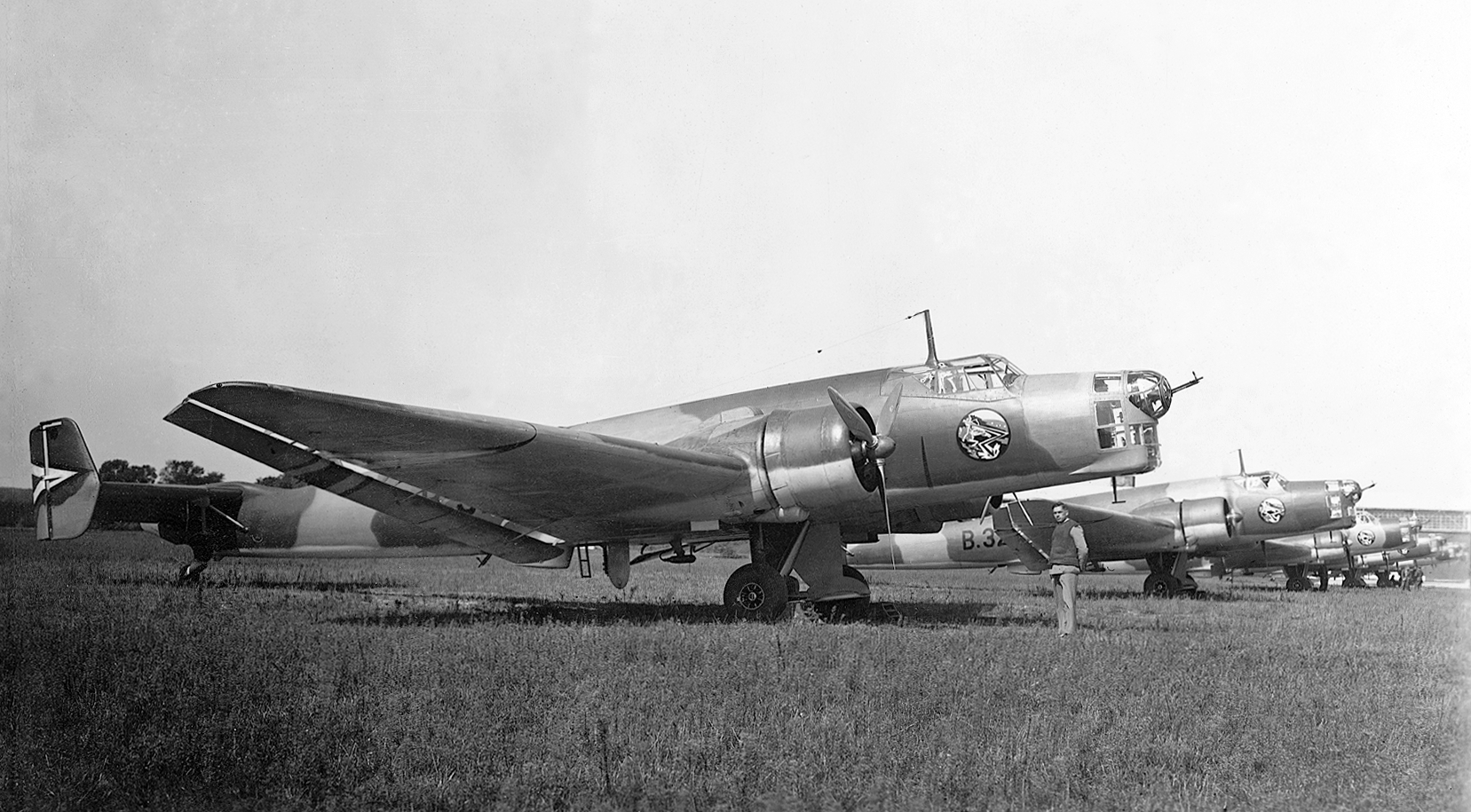
Junkers Ju 86

- Caproni Ca.101
- Caproni Ca.135
- Caproni Ca.310
- Focke-Wulf Fw 190
- Heinkel He 111
- Junkers Ju 86
- Junkers Ju 88
- Weiss Manfred WM-16

## Sturzkampfflugzeuge
- Junkers Ju 87 „Stuka“

## Aufklärungsflugzeuge

### Nahaufklärer
- Focke-Wulf Fw 189
- Heinkel He 46
- IMAM Ro.37
- RWD-8

### Fernaufklärer
- Dornier Do 215
- Heinkel He 170[1]

## Transportflugzeuge
- Fiat G.12
- Junkers Ju 52/3m
- Savoia-Marchetti SM.75
- Siebel Si 204

## Schul- und Verbindungsflugzeuge

### Schulflugzeuge
- Arado Ar 79
- Arado Ar 96
- Breda Ba.25
- Bücker Bü 131
- Bücker Bü 181
- Focke-Wulf Fw 56
- Levente II
- Nardi FN.305
- Weiss WM-10
- Weiss WM-13

### Verbindungsflugzeuge

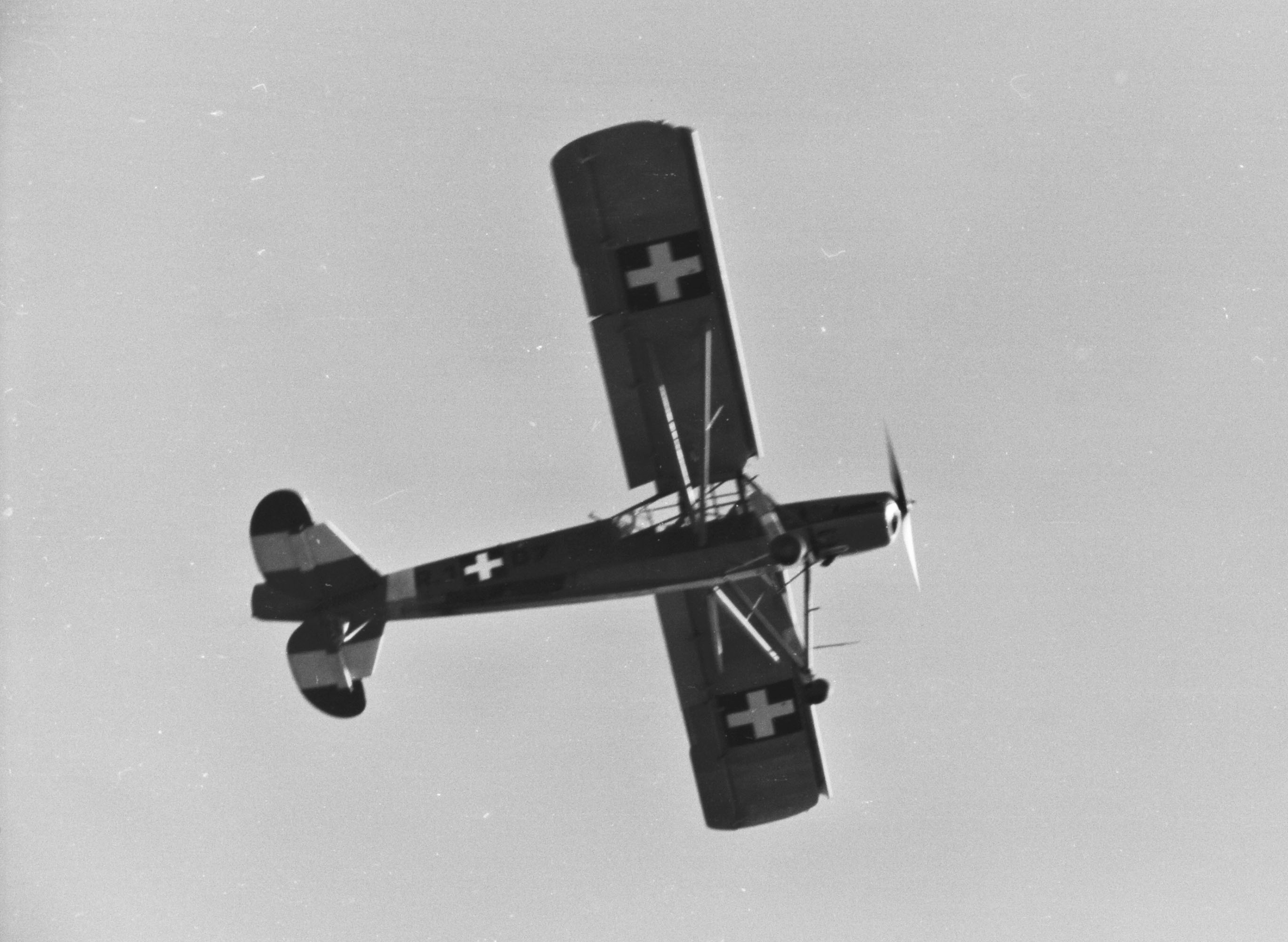
Fieseler Fi 156C

- Caudron C.600 Aiglon
- Caudron C.635 Simoun
- Fieseler Fi 156
- Messerschmitt Bf 108